# Station Guide Bridge
Guide Bridge is een spoorwegstation van National Rail in Guide Bridge, Tameside in Engeland. Het station is eigendom van Network Rail en wordt beheerd door Northern Rail. Het station is geopend in 1841.